# جرجي زيدان
جُرجي حبيب زيدان (10 جمادى الآخرة 1278 هـ / 14 ديسمبر 1861م - 27 شعبان 1332 هـ / 21 يوليو 1914م) أديب وروائي ومؤرخ وصحفي لبناني. أجاد فضلاً عن اللغة العربية؛ اللغة العبرية والسريانية والفرنسية والإنجليزية. أصدر مجلة الهلال التي كان يقوم بتحريرها بنفسه في ربيع الأول 1310 هـ الموافق لعام 1892م، ونشر فيها كتبه. له من الكتب كتاب «تاريخ التمدن الإسلامي» و«تاريخ آداب اللغة العربية» و«تراجم مشاهير الشرق» وغيرها، فضلاً عن اشتهاره برواياته التاريخية مثل المملوك الشارد وأرمانوسة المصرية وغيرها. وهو من أوائل المفكرين الذين ساعدوا في صياغة نظرية القومية العربية،

## مولده ونشأته
ولد جرجي زيدان في بيروت في 14 ديسمبر 1861 لأسرة مسيحية فقيرة من قرية عين عنب في جبل لبنان ويعتقد ان اصلها يعود إلى حوران في سوريا، وكان أبوه حبيب زيدان رجلا أُمّيا يملك مطعماً في ساحة البرج في بيروت يتردّد عليه رجال الأدب واللغة وطلاب الكلية الأمريكية.أرسله أبوه لمدرسة متواضعة لتعلّم القراءة والكتابة والحساب ليستطيع مساعدته في إدارة المطعم وضبط الحسابات، ثم التحق بمدرسة الشوام فتعلم اللغة الفرنسية، ثم التحق بمدرسة مسائية لتعلم اللغة الإنجليزية بعدها عمل في مطعم والده إلا أن والدته مريم مطر لم تكن راضية عن ذلك وطلبت من أبيه أن يعلّمه صنعة أخرى، فاتّجه لتعلم صناعة الأحذية وهو في سن الثانية عشرة ولمدة عامين لكنه تركها لعدم رغبته في ذلك العمل. بدأ يميل إلى المعرفة والاطّلاع وشغف بالأدب واحتك بالمتخرجين من الكلية الأمريكية ورجال الصحافة وأهل الفكر والأدب مثل يعقوب صروف وفارس نمر وإبراهيم اليازجي وسليم البستاني وغيرهم، وكانوا يدعونه لحضور احتفالات الكلية. التحق بالكلية السورية البروتستانتية (الجامعة الأمريكية) حيث نجح في امتحان القبول لتعلم الطب ولكن درس لمدة عام حيث ترك دراسة الطب واتجه لدراسة الصيدلة إلا أنه قرّر أن يرحل لمصر لدراسة الطب فاقترض مبلغ ستة جنيهات من جار له في بيروت.

## هجرته للقاهرة
هاجر إلى مصر والتحق بكلية الطب إلا أن ظروفه المادية وطول الدراسة جعلته يبحث عن عمل. فعمل في تحرير جريدة الزمان التي كان يملكها رجل أرمني الأصل وكانت هذه الجريدة هي الوحيدة في القاهرة بعد أن أوقف الاستعمار الإنجليزي صحافة ذلك العهد. ثم عمل مترجما في مكتب المخابرات البريطانية بالقاهرة ورافق الحملة الإنجليزية التي توجّهت للسودان لإنقاذ القائد الإنجليزي «غوردن» من حصار جيش المهدي، ودامت رحلته في السودان عشرة أشهر عاد بعدها لبيروت عام 1885 وانضم للمجمع العلمي الشرقي الذي أُنشئ عام 1882 وتعلّم اللغة العبرية واللغة السريانية وهو ما مكّنه من تأليف أول كتاب في فلسفة اللغة العربية عام 1886 ثم أصدر منه طبعة جديدة منقحة في عام 1904 بعنوان تاريخ اللغة العربية. ثم زار إنجلترا وعاد إلى مصر منقطعاً إلى التأليف والصحافة
استقر في القاهرة وعمل في التأليف والترجمة، وأدار مجلة المقتطف واستقال منها بعد أن عمل بها 18 شهرا واشتغل بتدريس اللغة العربية بالمدرسة العبيدية الكبرى لمدة عامين ثم تركها واشترك مع نجيب متري في إنشاء مطبعة إلا أن الشراكة بينهما انفضّت بعد عام واحتفظ جرجي زيدان بالمطبعة وأسماها مطبعة الهلال بينما نجيب متري أنشأ مطبعة مستقلة أسماها مطبعة المعارف.

## مجلة الهلال
أصدر جرجي زيدان مجلة الهلال في عام 1892 وكان يقوم بتحريرها بنفسه ثم ساعده إبنه إميل، وقد صدر العدد الأول من مجلة الهلال عام 1892 ثم أصبحت بعد خمس سنوات من أوسع المجلات انتشارا وكان يكتب بها عمالقة الفكر والأدب في مصر والعالم العربي، ورأس تحريرها كبار الأدباء والكتاب مثل أحمد زكي وحسين مؤنس وعلي الراعي والشاعر صالح جودت وغيرهم.

## وفاته
توفي جرجي زيدان فجأة وهو بين كتبه وأوراقه في 27 شعبان 1332 هـ / 21 يوليو 1914. وقد رثاه كبار الشعراء من أمثال أحمد شوقي وحافظ إبراهيم وخليل مطران.

## مؤلفاته

### في التاريخ
- العرب قبل الإسلام –الجزء الأول، طُبع في مصر سنة 1908.
- تاريخ التمدّن الإسلامي- خمسة أجزاء –طبع في مصر 1902-1906.
- تاريخ مصر الحديث –جزآن- طُبع في مصر 1889.
- تاريخ الماسونية العام. مطبعة الهلال.
- تراجم مشاهير الشرق.

### في اللغة وآدابها
- الألفاظ العربية والفلسفة اللغوية –بيروت 1889.
- تاريخ آداب اللغة العربية –أربعة أجزاء- مصر 1911.[14]
- اللغة العربية كائن حي -بيروت 1988 -طبعة ثانية

### في أدب الرحلة
- رحلة إلى أوروبا 1912
- الرحلات الثلاث الآستانة - أوروبا - فلسطين

### في العلوم الطبيعية
- علم الفراسة الحديث - عام 1901[15]

### سلسلة روايات تاريخ الإسلام
- فتاة غسان
- أرمانوسة المصرية: قصة فتح مصر على يد عمرو بن العاص
- عذراء قريش: مقتل عثمان وواقعتي الجمل وصفين. نقلها إلى الفارسية خسروي الكرمانشاهي.
- 17 رمضان: أحداث الفتنة الكبرى ومقتل الإمام علي بن أبي طالب
- غادة كربلاء: مقتل الحسين بن علي بن أبي طالب
- الحجاج بن يوسف: الأحوال السياسية في العصر الأموي
- فتح الأندلس: قصة فتح الأندلس بقيادة طارق بن زياد
- شارل وعبد الرحمن: الفتوح الإسلامية في أوروبا
- أبو مسلم الخراساني: سقوط الخلافة الأموية
- العباسة أخت الرشيد: أحوال البلاط العباسي في عهد هارون الرشيد
- الأمين والمأمون: العصر الذهبي للدولة العباسية
- عروس فرغانة: الدولة في عهد المعتصم بالله وعاصمة الخلافة الجديدة سامراء
- أحمد بن طولون: مصر في القرن الثالث للهجرة
- عبد الرحمن الناصر: العصر الذهبي في الأندلس
- فتاة القيروان
- صلاح الدين الأيوبي: الحروب الصليبية
- شجرة الدر:
- الانقلاب العثماني: الأحوال السياسية في عهد عبد الحميد الثاني
- أسير المتمهدي: وتحكى قصة الثورة العرابية بقيادة أحمد عرابي ثم ثورة المهدي قي السودان؛ وذلك من خلال أبطال القصة (شفيق) و (فدوى).
- المملوك الشارد
- استبداد المماليك
- بيت القصيد
- جهاد المحبين

| اسم الرواية        | تتحدث عن | أبطال الرواية |
| ------------------ | --- | --- |
| فتاة غسان 1        | تشرح حال الإسلام في أول ظهوره إلى فتوح العراق والشام | جبلة بن الأيهم (من ملوك غسان) - الحارث بن أبي شمر (من ملوك غسان) - عبد الله (من أمراء العراق) - هند (ابنة جبلة) - ثعلبة (ابن الحارث) - حماد (ابن الأمير عبد الله) - سعدي (أم هند) - سلمان (خادم حماد) |
| فتاة غسان 2        | تشرح حال الإسلام في أول ظهوره إلى فتوح العراق والشام | أبطال القسم الأول مضافاً إليهم خالد بن الوليد وأبو عبيدة بن الجراح |
| أرمانوسة المصرية   | | هرقل (إمبراطور الرومانيين) - عمرو بن العاص (فاتح مصر) - المقوقس (والي مصر عندما فتحها العرب) - أرمانوسة (ابنة المقوقس) - قسطنطين (ابن هرقل وخاطب أرمانوسة) - بربارة المصرية (مربية أرمانوسة) - أركاديوس (ابن الأعيرج القائد الروماني) - أرسطوليس (ابن المقوقس) - زياد العربي (صاحب يحيى النحوي) - مروان (مولى عمرو بن العاص) - عبادة بن الصامت (أحد قواد العرب) - المندقور الأعيرج (قائد جند الروم بمصر) |
| عذراء قريش         | تتضمن تفصيل مقتل الخليفة عثمان بن عفان وخلافة الإمام علي، وما نجم عن ذلك من الفتنة وواقعتي الجمل وصفين إلى تحكيم الحكمين وخروج مصر من خلافة الإمام علي                                                                 | عثمان بن عفان (ثالث الخلفاء الراشدين) - علي بن أبي طالب (رابع الخلفاء الراشدين) - عائشة أم المؤمنين (زوجة النبي صلى الله عليه وسلم) - نائلة بنت القرافصة (زوجة الخليفة عثمان) - محمد بن أبي بكر الصديق (أخو عائشة) - عذراء قريش (أسماء بنت مريم) - مريم أم أسماء (من سبايا فتح مصر) - مروان بن الحكم (ابن عم عثمان بن عفان) - عمرو بن العاص وأبو موسى الأشعري (الحكمان في الخلاف بين علي ومعاوية) |
| 17 رمضان           | تتضمن تفصيل مقتل الإمام علي، وبسط حال الخوارج، وتتمة الفتنة التي حدثت بسبب مقتل الخليفة عثمان، واستئثار بني أمية بالخلافة وخروجها من أهل البيت                                                                         | علي بن أبي طالب (رابع الخلفاء الراشدين) - معاوية بن أبي سفيان (أول ملوك الدولة الأموية) - عمرو بن العاص (والي مصر) - قطام بنت عدي (غادة الكوفة) - العجوز لبابة (مربية قطام) - سعيد الأموي (عاشق قطام) - عبد الرحمن بن ملجم (قاتل الإمام علي) - الحسن والحسين (ابنا علي) - عمرو بن بكر (المتآمر لقتل عمرو بن العاص) - البرك بن عبد الله التميمي (المتآمر لقتل معاوية) |
| غادة كربلاء        | | الحسين بن علي (ابن علي بن أبي طالب) - يزيد بن معاوية (ثاني ملوك الأمويين) - حجر بن عدي الكندي (من شيعة علي) - غادة كربلاء (سلمى بنت حجر بن عدي) - عبد الرحمن الكندي (ابن عم سلمى) - عامر الكندي (كفيل سلمى) - شمر بن ذي الجوشن (قاتل الحسين) - عبيد الله بن زياد (ابن عم يزيد) - مسلم بن عقيل (ابن عم الحسين) - عبد الله بن الزبير (ابن الزبير بن العوام) - زينب بنت علي (أخت الحسين) |
| الحجاج بن يوسف     | تتضمن حصار مكة على عهد عبد الله بن الزبير إلى فتحها، ومقتله وخلوص الخلافة لعبد الملك بن مروان، مع ما يتخلل ذلك من وصف مكة والمدينة                                                                                     | عبد الله بن الزبير (ابن الزبير بن العوام) - عبد الملك بن مروان (أحد ملوك بني أمية) - الحجاج بن يوسف الثقفي (عامل عبد الملك على العراق) - سكينة بنت الحسين (بنت الحسين بن علي) - ليلى الأخيلية (الشاعرة المشهورة) - عزة الميلاء (زعيمة الغناء بالمدينة) - سمية بنت عرفجة الثقفي (من فتيات المدينة) - حسن خطيب سمية (من أهل العراق) - محمد بن الحنفية (أخو الحسين بن علي) - عبد الله بن صفوان (من أتباع ابن الزبير) |
| فتح الأندلس        | تتضمن تاريخ إسبانيا قبيل الفتح الإسلامي، ووصف أحوالها، وفتحها على يد طارق بن زياد، ومقتل رودريك ملك القوط | رودريك (ملك القوط) - ألفونس (خطيب فلورندا وابن غيطشة ملك الإسبان) - فلورندا (خطيب ألفونس وابنة الكونت يوليان حاكم سبتة) - الكونت يوليان (حاكم سبتة ووالد فلورندا) - طارق بن زياد (والي طنجة وقائد الجيوش الإسلامية) - الأب مرتين (أحد أتباع الملك رودريك) - الميتروبوليت أوباس (عم ألفونس) - يعقوب (خادم ألفونس) - سليمان (من أتباع الكونت يوليان) - بربارة (خالة فلورندا ومربيتها) |
| شارل وعبد الرحمن   | | عبد الرحمن الغافقي (قائد الجيوش الإسلامية) - هانئ (قائد فرسان المسلمين) - شارل (قائد جيوش الافرنج وحاكم أوستراسيا) - بسطام (قائد البربر) - مريم (حبيبة هانئ) - سالمة أجيلا (والدة مريم وزوجة رودريك ملك الإسبان) - لمباجة (بنت الدوق أودو وزوجة لقائد بربري سابقاً) - أُدو (حاكم أكيتانيا ووالد لمباجة) |
| أبو مسلم الخراساني | تشتمل على سقوط الدولة الأموية وقيام الدولة العباسية، وسعي أبي مسلم الخراساني في تأييدها، إلى قتله في خلافة المنصور، مع وصف عادات الخراسانيين وأخلاقهم وغير ذلك                                                         | إبراهيم الإمام (صاحب الدعوة العباسية) - أبو مسلم الخراساني (عبد الرحمن بن مسلم) - أبو العباس عبد الله بن محمد (أول الخلفاء العباسيين) - أبو جعفر المنصور (ثاني الخلفاء العباسيين) - نصر بن سيار (أمير خراسان) - دهقان مرو (أحد الأمراء الفرس) - جلنار (ابنة دهقان مرو) - مروان بن محمد (آخر الخلفاء الأمويين) - خالد بن برمك (قائد عباسي) - أبو سلمة الخلال (ممول الدعوة العباسية) |
| العباسة أخت الرشيد | تشتمل على نكبة الرامكة وأسبابها، وما يتخلل ذلك من وصف مجالس الخلفاء العباسيين، ومواكبهم، وحضارة دولتهم في عصر الرشيد                                                                                                   | هارون الرشيد (الخليفة العباسي) - جعفر البرمكي (وزير الرشيد) - العباسة (أخت الرشيد) - زبيدة (زوجة الرشيد) - أبو العتاهية (شاعر الرشيد) - الأمين (ابن هرون الرشيد) - عتبة (جارية العباسة) - الفضل بن الربيع (وزير الأمين) - مسرور الفرغاني (الجلاد) |
| الأمين والمأمون    | تشتمل على ما وقع بين الأمين والمأمون من خلاف بعد وفاة الرشيد، وقيام الفرس لنصرة المأمون حتى فتحوا بغداد وقتلوا الأمين                                                                                                  | الأمين (ابن هارون الرشيد) - المأمون (ابن هارون الرشيد) - الفضل بن الربيع (وزير الأمين) - الفضل بن سهل (وزير المأمون) - زبيدة (زوجة الرشيد) - زينب (بنت المأمون) - دنانير (مربية زينب) - عبادة بنت محمد (أم جعفر البرمكي) - ميمونة (بنت جعفر البرمكي) - بهزاد (حفيد أبي مسلم الخراساني) - طاهر بن الحسين (قائد المأمون) |
| عروس فرغانة        | تتضمن وصف الدولة العباسية وعاصمتها سامرّا في عهد المعتصم بالله، وطمع الفرس في إرجاع دولتهم، ونهوض الروم لاكتساح المملكة الإسلامية                                                                                       | المرزبان طهماز (من سراة فرغانة) - عروس فرغانة (جهان بنت طهماز) - القهرمانة خيزران (مربية جهان) - سامان (شقيق جهان) - ضرغام (رئيس حرس المعتصم) - الافشين حيدر (قائد جند بغداد) - آفتاب (والدة ضرغام) - أحمد بن أبي دؤاد (قاضي القضاة) - بابك الخرمي (صاحب أردبيل) |
| أحمد بن طولون      | تتضمن وصف مصر وبلاد النوبة في أواسط القرن الثالث للهجرة، على عهد أحمد بن طولون، ويتخلل ذلك وصف أحوالهما السياسية والإجتماعية والأدبية                                                                                  | أحمد بن طولون (أمير مصر) - أبو الحسن البغدادي (من الشيعة العلوية) - دميانة بنت مرقص (من سراة الأقباط) - سعيد الفرغاني (مهندس مسيحي) - أحمد المارداني (متولي الخراج) - أسطفانوس بن يوحنا (كاتب الخراج) - زكريا (خادم دميانة) - البطريرك ميخائيل (بطريرك الأقباط) - أبو حرملة (أمير قبيلة البجة) |
| عبد الرحمن الناصر  | تشتمل على وصف بلاد الأندلس وحضارتها وعادات أهلها في زمن الخليفة عبد الرحمن الناصر الأموي، مع وصف ما بناه من القصور الفخمة، واستقباله وفود ملوك أوربة، وغير ذلك                                                         | عبد الرحمن الناصر (الخليفة الأموي بالأندلس) - الزهراء (محظية الخليفة) - الحكم (ولي العهد) - عبد الله (الابن الثاني للخليفة) - ابن عبد البر الكسيباني (من كبار الفقهاء قرطبة) - سعيد (جاسوس للخليفة الفاطمي في القيروان) - ياسر (خادم أمير المؤمنين) - ساهر (خادم للأمير عبد الله) - عابدة (جارية من مولدات بغداد) - سالم (شقيق الزهراء) |
| فتاة القيروان      | تتضمن ظهور دولة العبيديين أو الفاطميين في إفريقية ومناقب المعز لدين الله وقائده جوهر، إلى إخراج مصر من الدولة الإخشيدية سنة 358 هـ، مع وصف الإخشيديين وجنودهم                                                          | المعز لدين الله (الخليفة الفاطمي) - جوهر الصقلي (قائد المعز) - الأمير حمدون (حاكم سجلماسة) - لمياء فتاة القيروان (ابنة حمدون) - أم الأمراء (زوجة المعز) - الحسين (ابن القائد جوهر) - سالم (خطيب لمياء) - أبو حامد (داعية ضد المعز) - كافور الأخشيدي (ملك مصر) - زينب بنت الأخشيد (بنت ملك مصر السابق) - جعفر بن الفرات (وزير كافور) - مسلم بن عبيد الله (شريف شيعي بمصر) - يعقوب بن كلس (يهودي من رجال الدولة) |
| صلاح الدين الأيوبي | تتضمن انتقال مصر من الفاطميين إلى الأيوبيين على يد السلطان صلاح الدين، مع وصف طائفة الإسماعيلية المعروفة بجماعة الحشاشين                                                                                               | الخليفة العاضد (آخر الخلفاء الفاطميين) - ست الملك (أخت العاضد) - السلطان صلاح الدين الأيوبي - نجم الدين (والد صلاح الدين) - بهاء الدين قراقوش (وزير صلاح الدين) - عماد الدين (من خاصة صلاح الدين) - ضياء الدين الهكاري (من خاصة صلاح الدين) - أبو الحسن (محتال طامع في الخلافة) - السلطان نور الدين زنكي (صاحب الشام) - راشد الدين سنان (زعيم الإسماعيلية الحشاشين) |
| شجرة الدر          | تتضمن مقتل الملك طوران شاه آخر سلاطين الدولة الأيوبية، ومبايعة شجرة الدر زوجة الملك الصالح وتتويجها ملكة لمصر، وهي أول ملكة في الإسلام                                                                                 | شجرة الدر (زوجة الملك الصالح) - شوكار (جارية شجرة الدر) - عز الدين إيبك التركماني (قائد الجيش) - الظاهر بيبرس (أحد أمراء الجيش) - سلافة التركية (جارية الملك الصالح) - سحبان (تاجر أقمشة من بغداد) - الأمير أحمد أبو بكر (ولي عهد المستعصم بالله) - هولاكو التتري (حفيد جنكيز خان) - مؤيد الدين بن العلقمي (وزير المستعصم بالله) |
| استبداد المماليك   | تشرح أحوال مصر وسورية في آواخر القرن الماضي، وحكم علي بك الكبير ومعاصريه من مماليك مصر وأمراء الشام، والحرب بين تركيا وروسيا، وغير ذلك من الأمور السياسية والإجتماعية                                                  | علي بك الكبير (شيخ البلد في مصر) - عثمان باشا (والي مصر التركي) - محمد بك أبو الذهب (خليفة علي بك وصهره) - الأمير يوسف شهاب (حاكم لبنان) - الشيخ ضاهر الزيداني (حاكم عكا) - الأميرال أورلوف (قائد الأسطول الروسي) - السيدة نفيسة المملوكية (زوجة علي بك) - السيد المحروقي (من السادة الأشراف بمصر) - السيد عبد الرحمن (تاجر مصري كبير) - حسن (ابن السيد عبد الرحمن) - سالمة (زوجة السيد عبد الرحمن) - علي (خادم الأسرة) - عماد الدين (رسول الشيخ ضاهر)                                                                          |
| المملوك الشارد     | تتضمن حوادث مصر وسورية وأحوالهما في النصف الأول من القرن التاسع عشر، ومن أبطالها بشير الشهابي ومحمد علي باشا الكبير، وإبراهيم باشا، وأمين بك                                                                           | محمد علي باشا الكبير (والي مصر) - إبراهيم باشا (ابن محمد علي وخليفته) - إسماعيل باشا (ابن محمد علي) - الملك نمر (ملك شندي في السودان) - الأمير بشير الشهابي (حاكم لبنان) - أمين بك (من أمراء المماليك) - غريب (ابن أمين بك) - الأميران أمين وخليل (ابنا الأمير بشير) - عبد الله باشا الجزار (والي عكا) - جميلة (زوجة أمين بك) - سالم آغا (من ضباط جيش إبراهيم) - سعيد (خادم أمين بك) |
| أسير المتمهدي      | تتضمن وصف مصر والسودان في الربع الأخير من القرن الماضي، ودسائس الدول الأجنبية التي أدت إلى الثورة العرابية في مصر والثورة المهدية في السودان، والإحتلال البريطاني لوادي النيل                                          | الخديو محمد توفيق (خديو مصر) - أحمد عرابي باشا (قائد الثورة العرابية) - محمد أحمد المهدي (الخليفة المتمهدي) - هيكس باشا (قائد الحملة المصرية) - غوردون باشا (حكمدار السودان) - الأمير عبد الحليم (قائد جند المتمهدي) - إبراهيم (موظف بالقنصلية الإنجليزية) - سعدي (زوجة إبراهيم) - الكابتن شفيق (أسير المتمهدي) - فدوى (بنت أحد الباشوات الموراليين) - عزيز (من أبناء الذوات) - بخيت (خادم شفيق) - أحمد (خادم فدوى) |
| الإنقلاب العثماني  | تتضمن وصف أحوال الأحرار العثمانيين وجمعياتهم السرية، وما قاسوه في طلب الدستور.. ووصف يلدز وقصورها وحدائقها، وعبد الحميد وجواسيسه وأعوانه، وسائر أحواله إلى فوز جمعية الاتحاد والترقي بنيل الدستور في 23 يوليو سنة 1908 | عبد الحميد خان (السلطان العثماني) - أحمد نور الدين (ابن السلطان عبد الحميد) - نيازي بك (من زعماء الأحرار) - أنور باشا (من زعماء جمعية الاتحاد والترقي) - ناظم بك (قائد جند سلانيك) - نادر آغا (رئيس أغوات يلدز) - شيرين (فتاة تركية) - طهماز (والد شيرين) - توحيدة (والدة شيرين) - رامز (من زعماء جمعية الاتحاد والترقي) - صائب (جاسوس عثماني) - سر خفية (رئيس جواسيس السلطان) - القادين ج (من جواري السلطان) - السلطانة الأم (رئيسة دور الحريم) - سعيد بك (من زعماء جمعية الاتحاد والترقي) - فوزي بك (أحد قواد الحرس الألباني) |
| جهاد المحبين       | رواية أدبية غرامية تصور مأساة من مآسي، وما يقاسونه في سبيل الحب، ثم كيف يجزون على صبرهم ووفائهم، وتدور الدوائر على أهل البغي والعدوان                                                                                  | سليم (محام شاب بالقاهرة) - حبيب (موظف حكومي بالقاهرة ومقيم بحلوان) - سلمى (خطيبة سليم) - أدما (خطيبة حبيب) - شفيقة (أخت حبيب) - سليمان (والد سلمى) - سعيد (والد أدما) - فؤاد (شقيق سليم ومقيم بالإسكندرية مع أمهما) - داود (تاجر إسكندري بالقاهرة) - وردة (أرملة غنية بالإسكندرية) - اميلي (ابنة وردة) |

ترجمت رواياته إلى الفارسية والتركية والأذربيجانية ومع ذلك لم تسلم هذه الروايات من النقد في الشكل والمضمون. ومن ذلك أيضا أن جرجي زيدان لم يلجأ إلى الفترات المشرقة من التاريخ الإسلامي وإبراز أمجاده ولكن اتجه إلى الفترات التي تمثّل صراعاً على السلطة والنفوذ. وكان متأثراً بنظرة الغربيين للعالم الإسلامي.

## روابط خارجية
- جرجي زيدان على موقع الموسوعة البريطانية (الإنجليزية)